# Tayjout
 (février 2014).
Si vous disposez d'ouvrages ou d'articles de référence ou si vous connaissez des sites web de qualité traitant du thème abordé ici, merci de compléter l'article en donnant les références utiles à sa vérifiabilité et en les liant à la section « Notes et références ».
Tayjout (en berbère ⵜⴰⵢⵊⵊⵓⵜ - en arabe تايجوت) est un village d'environ 250 habitants de la commune de Ait Hani situé à 5 km au nord de celle-ci. Les villages de Tayjout et de Taadadat forment Ait Lahcen.
Le village de Tayjout est situé sur le flanc est de la montagne à environ 200 m de la route R703 (nouvellement RN12) reliant Tinghir à la région d'Imilchil.
Cette localité est habitée par des idrissides 'ait lahcen' qui relèvent des Aladarissa. Ce sont des descendants du roi Idriss qui a construit la ville de "Moulay Idriss Zerhoun" située non loin de Fes et Meknes.